# کارل اسمیچک
کارِل اِسمیچِک (چکی: Karel Smyczek؛ زادهٔ ۳۱ مارس ۱۹۵۰) کارگردان فیلم، فیلم‌نامه‌نویس، و بازیگر اهل کشور جمهوری چک است.  فیلم او چرا؟ در بخش نوعی نگاه در جشنواره فیلم کن ۱۹۸۸ به نمایش درآمد.